# Allium roborowskianum
Allium roborowskianum är en amaryllisväxtart som beskrevs av Eduard August von Regel. Allium roborowskianum ingår i släktet lökar, och familjen amaryllisväxter. Inga underarter finns listade i Catalogue of Life.